# グライムズ郡区 (アイオワ州セロゴード郡)
グライムズ郡区は、アメリカ合衆国、アイオワ州、セロゴード郡にある16の郡区の一つである。2000年の国勢調査で、人口は851人だった。

## 地理
グライムズ郡区は、93.4平方キロメートル（36.08平方マイル)で、Meserveyの全てと、Thorntonの大部分(東の一部がプレザントバレー)が含まれる。
アメリカ地質調査所によると、この郡区は Pleasant Viewの1つの霊園が含まれる。